# Сарибекян, Карен Багишиевич
Каре́н Багишиевич Сарибекя́н (арм. Կարեն Սարիբեկյան, 10 декабря 1963, Ленинакан — 10 мая 2024) — депутат парламента Армении.

## Биография
- 1982—1987 — Ленинаканский техникум легкой промышленности. Техник-технолог.
- 2000—2004 — Ванадзорский армяно-русский международный университет «Мхитар Гош», получив степень бакалавра в сфере управления по специальности «Управление».
- 1982—1983 — служил в советской армии, участник войны в Афганистане.
- 1983—1993 — работал в Кироваканском швейном производственном объединении им. Ст. Шаумяна, а с 1993—1998 — в цехе «Базум» п\о «Хлеб».
- 1998—2007 — директор филиала ЗАО «Дебед» АЭС.
- 1990—1994 — участник Карабахское движения, участвовал в оборонительных боях по защите границ Армении.
- 2002—2005 — избирался членом муниципального совета Ванадзора. Член союза добровольцев «Еркрапа» Армении. Председатель союза афганцев Лорийской области.
- 12 мая 2007 — избран депутатом парламента. Член постоянной комиссии по обороне, национальной безопасности и внутренним делам. Член партии «РПА».

Умер 10 мая 2024 года в возрасте 60 лет.